# Saxifragales
Saxifragales (Bercht. & J.Presl, 1820) è un ordine di angiosperme eudicotiledoni del clade Superrosidi. Dal latino  saxum ("roccia" o "pietra") + frangere ("rompere"), è un taxon estremamente diversificato che include alberi, arbusti, erbe perenni, piante grasse ed acquatiche. Il grado di diversità in termini di caratteristiche vegetali e riproduttive rende difficile definire caratteristiche comuni che unificano l'ordine.
L'ordine Saxifragales, nella moderna classificazione filogenetica, ha subito un notevole ri-arrangiamento rispetto alla sua classificazione originale, basata invece esclusivamente sulle caratteristiche morfologiche delle specie.
Si trovano in tutto il mondo, anche se raramente nei tropici, e in un'ampia varietà di habitat dal deserto agli ambienti acquatici. Hanno anche un'ampia varietà di usi, dal legname ai prodotti alimentari (es. ribes e uva spina) e alle piante ornamentali (es. peonie).

## Descrizione
L'ordine Saxifragales è molto diverso dal punto di vista morfologico: include alberi (ad esempio gli Hamamelis), arbusti fruttiferi (ad esempio ribes e uva spina nelle Grossulariaceae), liane, erbe annuali e perenni, piante da giardino roccioso (ad esempio le sassifraghe nelle Saxifragaceae), piante ornamentali da giardino (ad esempio le peonie in Paeoniaceae), piante grasse (nelle Crassulaceae) e acquatiche (ad es. il miriofillo nelle Haloragaceae).
I fiori mostrano importanti variazioni nel numero di pezzi fiorali sterili e fertili nonché nella posizione dell'ovario.  Questo grado di diversità rende estremamente difficile la definizione di sinapomorfie (caratteristiche comuni derivate) per il gruppo, poiché l'ordine è definito sulla base dell'affinità molecolare piuttosto che della morfologia. Tuttavia, alcune caratteristiche prevalenti (tratti comuni) rappresentano sinapomorfie potenziali o putative basate su stati ancestrali. Questi includono fiori solitamente attinomorfi (radialmente simmetrici) e dialipetali (ovvero con petali liberi). Nell'androceo (parte riproduttiva maschile), le antere sono generalmente basifisse, solo a volte dorsifisse.

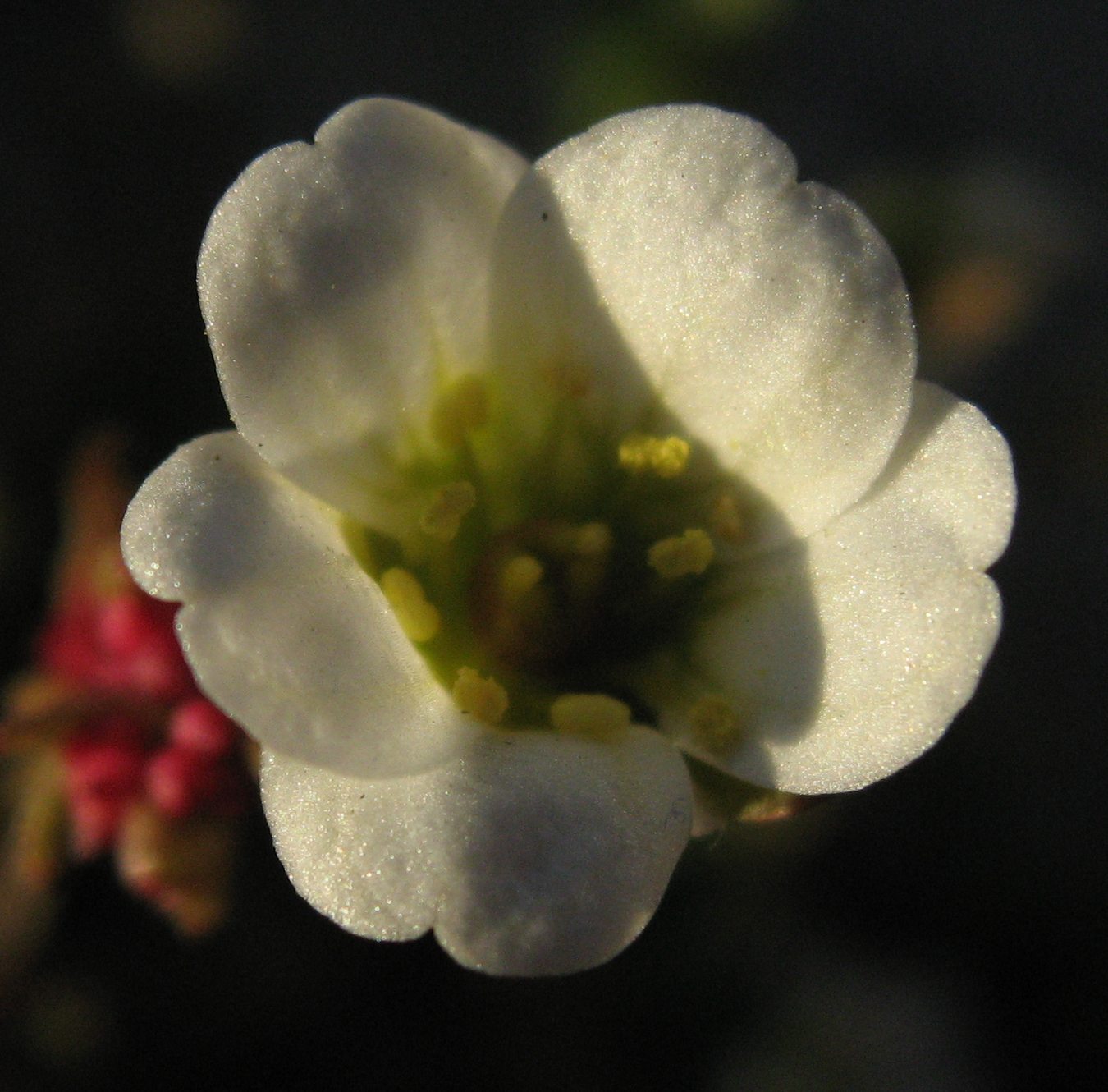
Saxifraga cernua : fiore attinomorfo e dialipetalo con 5 petali

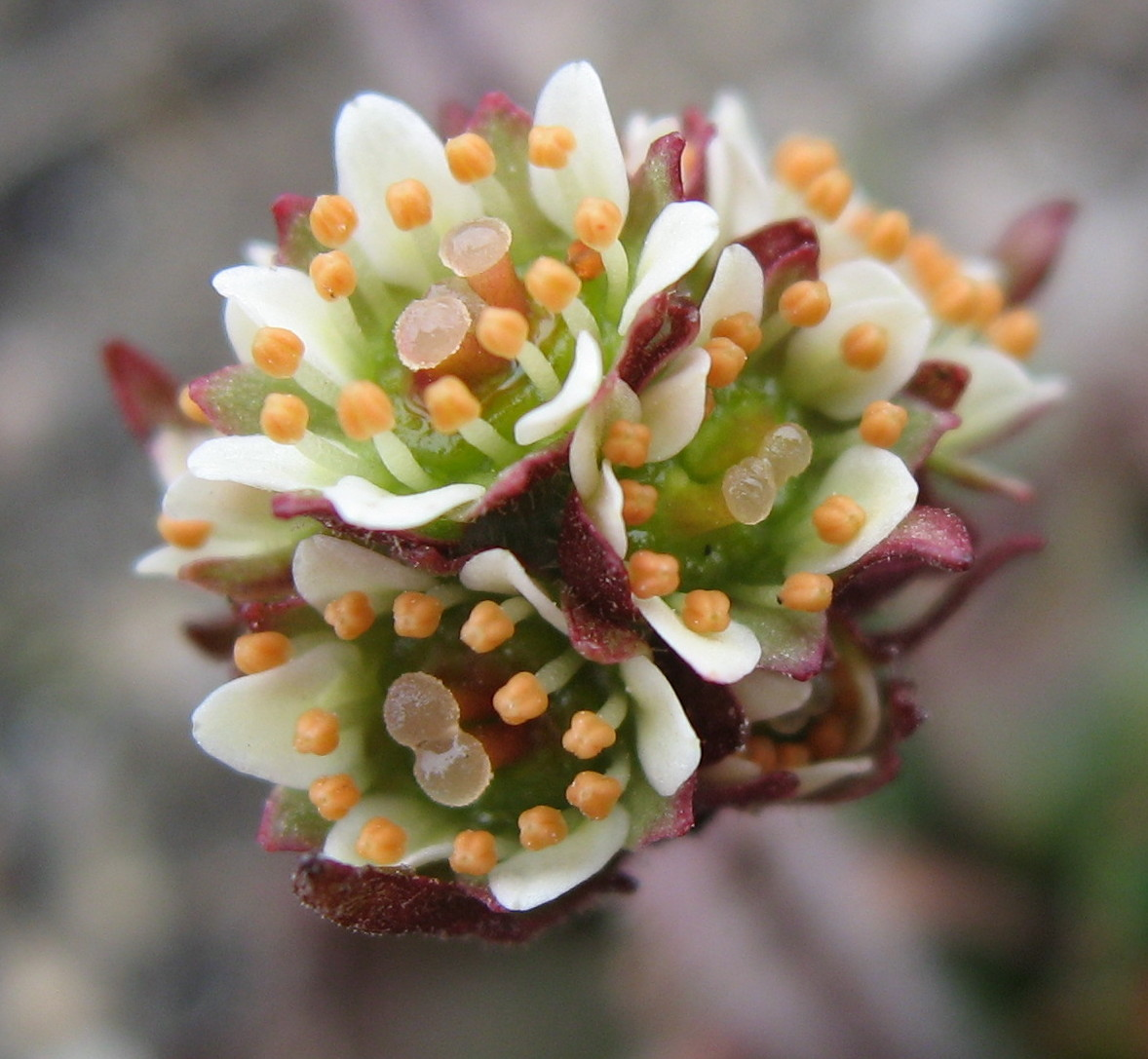
Saxifraga nivalis: antere basifisse

## Tassonomia
L'ordine fu istituito per la prima volta nell'Ottocento da alcuni studiosi e, generalmente omesso dalle classificazioni tradizionali come il sistema Cronquist, verrà ripristinato con una diversa lista di famiglie dalla classificazione APG. In questo sistema di classificazione Saxifragales è parte dell'ampio clade delle eudicotiledoni, in particolare all'interno eucotiledoni centrali (o core eudicots, in inglese), costituito dall'ordine Dilleniales ed i clade superasteridi e superrosidi.
Con 15 famiglie, 118 generi e circa 2 470 specie, Saxifragales è un ordine relativamente piccolo e fortemente monofiletico. Di queste famiglie 9 sono composte da un solo genere, mentre la più grande è quella delle Crassulaceae con circa 35 generi. Inoltre le sole 5 suddivisioni più ampie per numero di specie, ovvero Crassulaceae (1 400), Saxifragaceae (640), Grossulariaceae (150), Haloragaceae (150), e Hamamelidaceae (90), ne comprendono da sole oltre il 95% di quelle appartenenti a quest'ordine.
Rispetto alla classificazione APG III l'unica differenza è l'aggiunta della famiglia Cynomoriaceae, precedentemente inserita in Santales o Rosales, anche se la posizione di questa all'interno di Saxifragales deve ancora essere risolta.

### Famiglie
Le famiglie contrassegnate con (*) sono state aggiunte o riclassificate dopo la pubblicazione della classificazione APG III, introdotta invece nel 2009, mentre la dicitura "nom. cons." (Nomen conservandum) indica un nome che deve essere preservato, pertanto quel certo nome scientifico gode di specifiche protezioni a livello nomenclaturale.
- Peridiscaceae Kuhlm. (1950) nom. cons.
- Paeoniaceae Raf. (1815) nom. cons.
- Altingiaceae Lindl. (1841) nom. cons.
- Hamamelidaceae R.Br. (1818) nom. cons.
- Cercidiphyllaceae Engl. (1907) nom. cons.
- Daphniphyllaceae Müll.Arg. (1869) nom. cons.
- Iteaceae J.Agardh (1858) nom. cons.
- Grossulariaceae DC. (1805) nom. cons.
- Saxifragaceae Juss. (1789) nom. cons.
- Crassulaceae J.St.-Hil. (1805) nom. cons.
- Aphanopetalaceae Doweld (2001)
- Tetracarpaeaceae Nakai (1943)
- Penthoraceae Rydb. ex Britton (1901) nom. cons.
- Haloragaceae R.Br. (1814) nom. cons.
- Cynomoriaceae Endl. ex Lindl. (1833) nom. cons. *